# Srdeční rytmus

4D echokardiografie

Srdeční rytmus je pravidelné střídání systoly (tj. stažení srdeční svaloviny) a diastoly (tj. uvolnění stahu svaloviny).

## Fyziologický rytmus

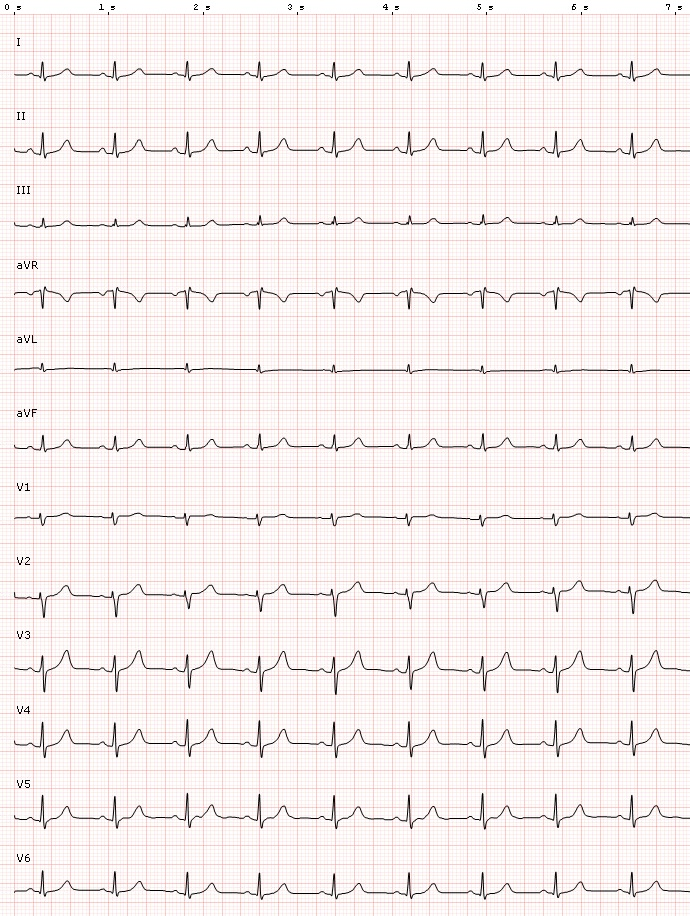
Sinusový rytmus na 12-svodovém EKG

Za normálních okolností je srdeční rytmus určován sinoatriálním uzlem (nodus sinoatrialis) umístěným ve stěně pravé síně. V tomto uzlu dochází k nejrychlejší změně napětí mezi vnitřním a vnějším prostředím srdečních buněk, což vede k vyvolání tzv. srdečního akčního potenciálu. Z uzlu se pak tento vzruch šíří převodním systémem srdečním na pracovní myokard. Kvůli tomu, že sinoatriální uzel udává rytmus celé srdeční akci, se označuje jako pacemaker, a jeho rytmu se říká sinusový rytmus. Na elektrokardiogramu nacházíme pravidelný rytmus, normálně v klidových podmínkách s frekvencí 60 až 90 akcí za minutu, s vlnou P, která odpovídá stahu aktivitě předsíní a je s jistým zpožděním následovaná komplexem QRS, který odpovídá aktivitě srdečních komor.

## Patologie
Rytmus ovšem nemusí vznikat pouze v sinoatriálním uzlu. Buňky schopné spontánní depolarizace (tj. samovolného vzniku akčního potenciálu) jsou přítomny i jinde. Tzv. sekundárním pacemakerem je atrioventrikulární uzel (nodus atrioventricularis) umístěný v Kochově trojúhelníku. Za terciární pacemaker pak považujeme srdeční komory.
Patologické rytmy srdce jsou:
- junkční rytmus – zde rytmus vzniká v místě převodního systému mezi síněmi a komorami (oblast tzv. atrioventrikulární junkce)
- idioventrikulární rytmus – rytmus vzniká ve svalovině komor
- fibrilace síní – chaotický pohyb svaloviny síní, který je nepravidelně převáděn na svalovinu komor (zpravidla rychleji, ale díky atrioventrikulárnímu spojení často s fyziologickou frekvencí 60-90 stahů/min)
- flutter síní – velmi rychlý pravidelný pohyb svaloviny síní vznikající obíháním vzruchu po abnormálních drahách v síních (tzv. reentry)

### Použitá literatura
- VOKURKA, Martin; HUGO, Jan. Velký lékařský slovník. 7. vyd. Praha: Maxdorf, 2007. ISBN 978-80-7345-130-1.
- TROJAN, Stanislav. Lékařská fyziologie. 4. vyd. Praha: Grada, 2003. 772 s. ISBN 80-247-0512-5.
- HAMAN, Petr. Výukový web EKG [online].  Plzeň:  [cit. 2010-09-25]. Dostupné v archivu pořízeném dne 2010-08-11.